# Cargolet de Bewick
El cargolet de Bewick (Thryomanes bewickii) és un ocell de la família dels troglodítids (Troglodytidae) i única espècie del gènere Thryomanes P.L. Sclater, 1862.

## Hàbitat i distribució
Habita garrigues i zones arbustives del Canadà sud-occidental, oest i centre dels Estats Units i gran part de Mèxic.